# Chlorophorus parens
Chlorophorus parens är en skalbaggsart som först beskrevs av Allard 1894.  Chlorophorus parens ingår i släktet Chlorophorus och familjen långhorningar. Inga underarter finns listade i Catalogue of Life.